# Bugge Wesseltoft
Jens Christian Bugge Wesseltoft, född 1 februari 1964, är en norsk pianist och jazzmusiker. Under 1980-talet spelade Wesseltoft i grupperna Et Cetera, Talisman, Oslo Groove Company samt även med popgruppen Dance With a Stranger. Wesseltoft spelade under 1990-talet främst klassisk nordisk jazz, men övergick senare till att spela musik inom en genre som kallas nu jazz, en modernare mer elektronisk variant av jazz. Han har spelat med de största i norsk jazz, bland andra Terje Rypdal och Jan Garbarek. Bugge Wesseltoft är en av personerna bakom skivmärket Jazzland Recordings.

## Diskografi (urval)
- 1994: Nightsong (med Sidsel Endresen)
- 1997: New Conception Of Jazz
- 1997: It's Snowing On My Piano
- 1998: New Conception Of Jazz: Sharing
- 2001: New Conception Of Jazz: Moving
- 2002: Out Here, In There (med Sidsel Endresen)
- 2003: New Conception Of Jazz Live
- 2004: New Conception Of Jazz: Film Ing

## Utmärkelser
- Spellemannprisen (1996)
- Gammleng-prisen (1999)
- Buddyprisen (2004)[1]